# Otto Dannebom
Otto Dannebom (* 10. Februar 1904 in Rambsen, Ostpreußen; † 5. November 1975 in Bad Salzuflen) war ein deutscher Gewerkschafter und Politiker (SPD).

## Leben und Beruf
Nach dem Besuch der Volksschule absolvierte Dannebom eine Lehre im Schlosserhandwerk. Er arbeitete sechs Jahre als Schlosser bei verschiedenen Firmen und wechselte 1927 als Bergmann zur Zeche Oespel. Daneben engagierte er sich gewerkschaftlich und war von 1923 bis 1933 Mitglied des Deutschen Metallarbeiter-Verbandes (DMV).
Dannebom trat 1946 in die IG Bergbau ein, war zunächst Vorsitzender der Schachtgruppe an der Zeche Oespel und wurde noch im gleichen Jahr vom dortigen Betriebsrat als Sozialbeauftragter eingesetzt. Er bildete sich 1947/48 bildete an der Sozialakademie Dortmund fort und war seit April 1948 Schiedsmann des IGB-Bezirkes Dortmund-Oespel-Kley-Somborn. 1952 wurde er Aufsichtsratsmitglied der Harpener Bergbau AG und 1957 Vorstandsmitglied der Dortmunder Bergbau AG. Außerdem wirkte er als Bergwerksdirektor an der Zeche Hansa.

## Politik
Dannebom schloss sich während der Zeit der Weimarer Republik der SPD an und war nach dem Zweiten Weltkrieg Mitbegründer des SPD-Ortsverbandes Dortmund-Kley.
Bei der ersten Bundestagswahl 1949 wurde er im Wahlkreis Dortmund III – Lünen mit 44,8 % der abgegebenen gültigen Stimmen direkt ins Parlament gewählt und verteidigte das Direktmandat auch bei der Wahl von 1953. 1957 schied er aus dem Parlament aus.